# Castro de Ulaca

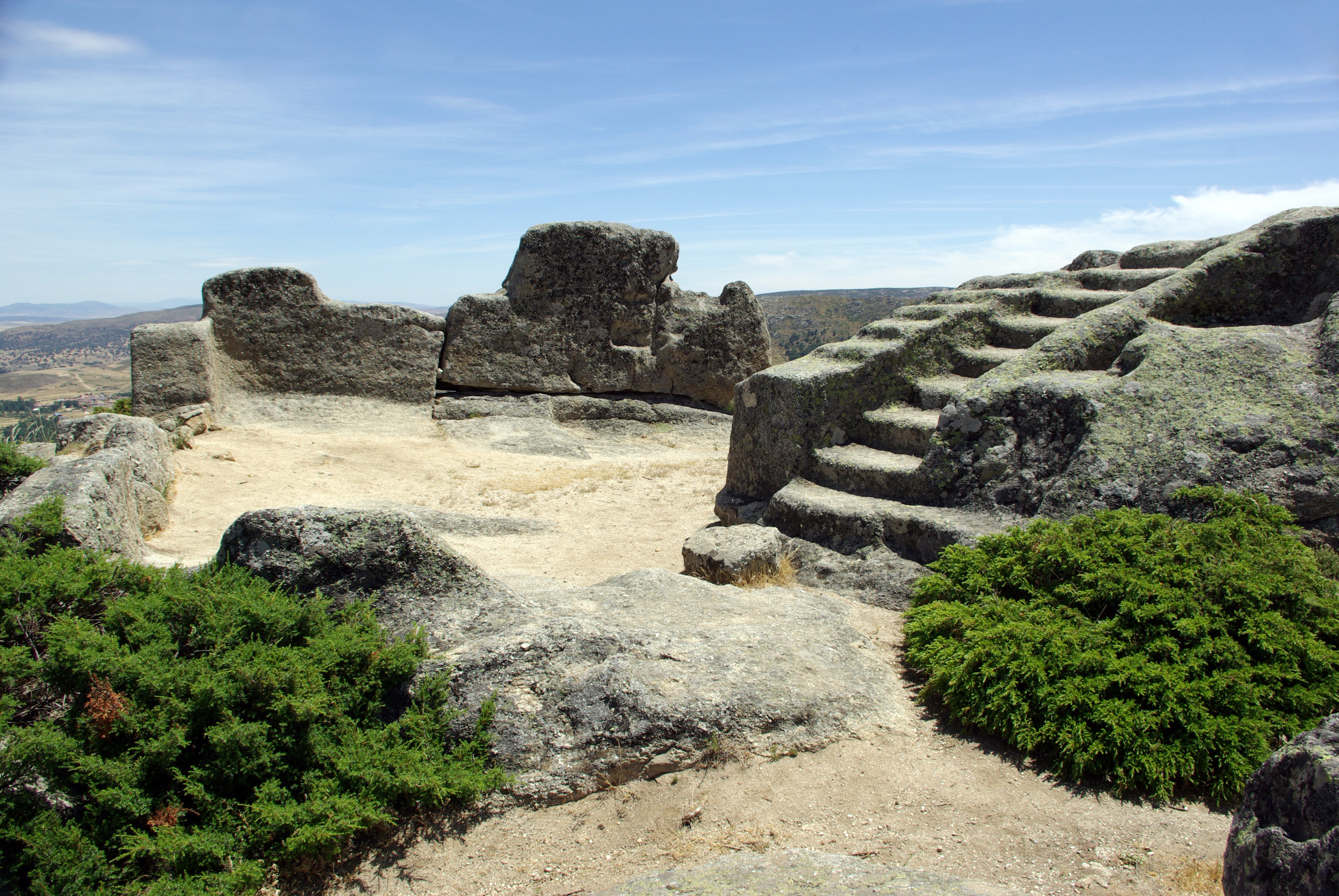
Castro de Ulaca

Das Castro de Ulaca ist eine ehemalige, in Teilen erhaltene bzw. rekonstruierte keltische Höhenfestung der vorchristlichen Castrokultur in der Provinz Ávila in der autonomen Region Kastilien-León in Zentralspanien. Sie befindet sich auf einem etwa 1100 bis 1150 m hohen Berg beim Ort Villaviciosa auf dem Gebiet der Gemeinde Solosancho, etwa 30 km südwestlich von Ávila. Seit der Mitte des 20. Jahrhunderts wurde diese archäologische Stätte mehrmals systematisch untersucht.

## Geschichte
Die Bergfestung gehörte zum Stammesgebiet der Vettonen und war wahrscheinlich vom 7. bis 1. Jahrhundert v. Chr. besiedelt. Danach wurde sie im Zuge der Romanisierung der Iberischen Halbinsel aufgegeben. Anfang des 20. Jahrhunderts wurde die Befestigung bei der Aufstellung eines 1901 begonnenen, aber erst 1931 veröffentlichten Denkmalkatalogs für die Region bekannt. Um 1915 suchten die Prähistoriker Raymond Lantier und Henri Breuil die Festung auf; ihre Ergebnisse wurden erst im Jahr 1930 und publiziert. In den 1940er Jahren setzten die ersten systematischen Untersuchungen der Anlage ein, die in den 1970 und 1990er Jahren fortgesetzt wurden. Die jüngsten Untersuchungen erfolgten in den Jahren 2003 und 2004.

## Ausgrabungsstätte

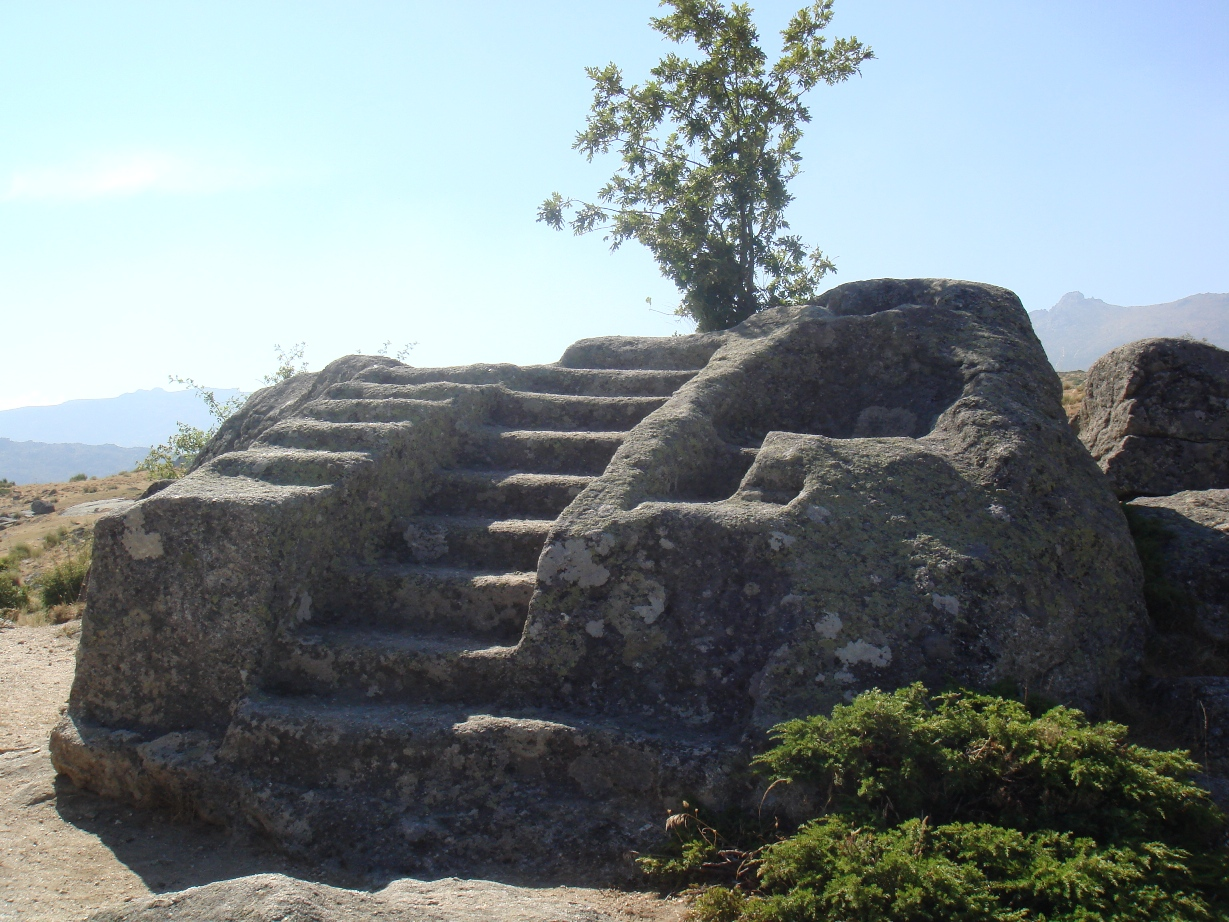
„Opferaltar“

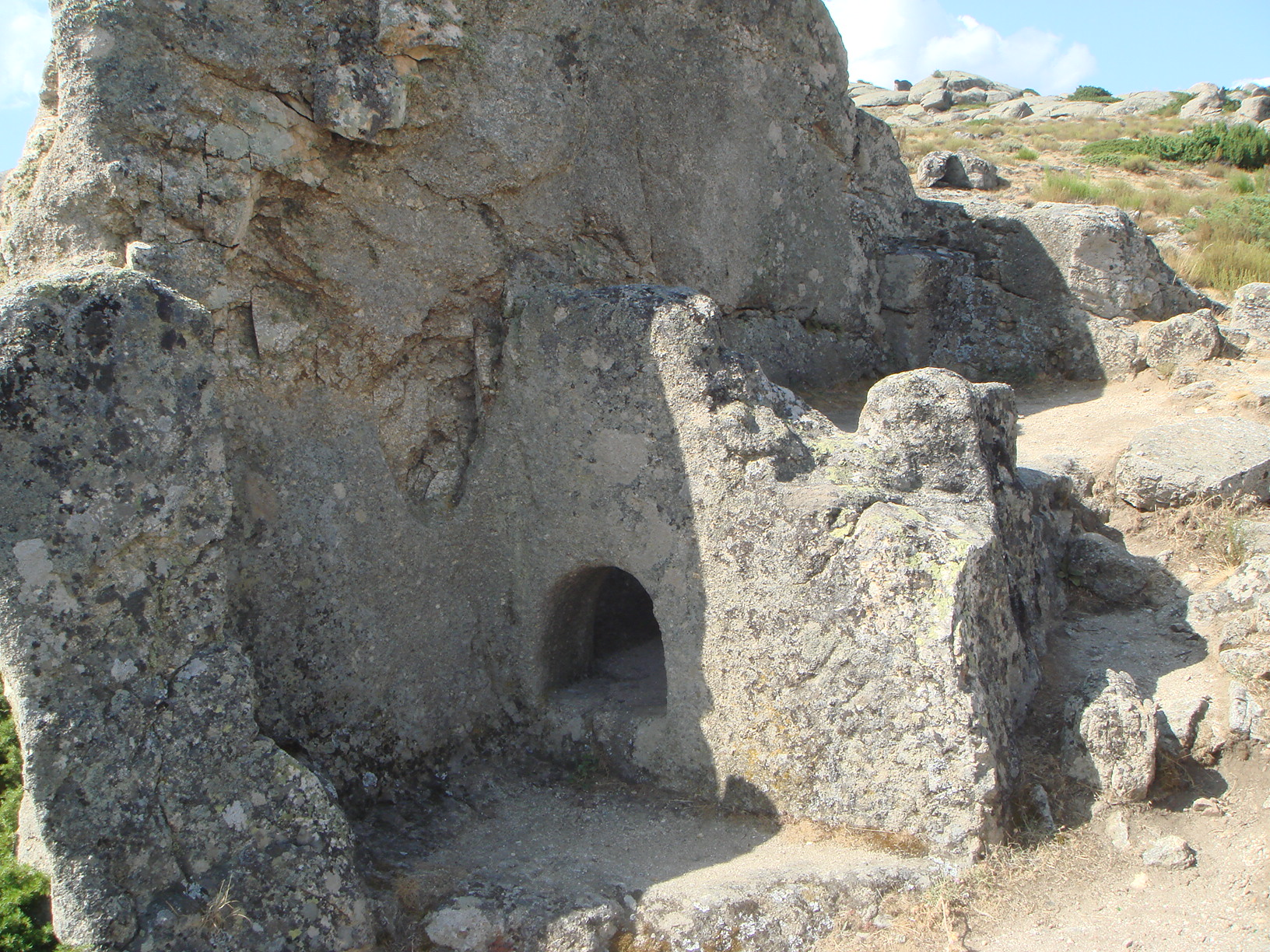
„Sauna“

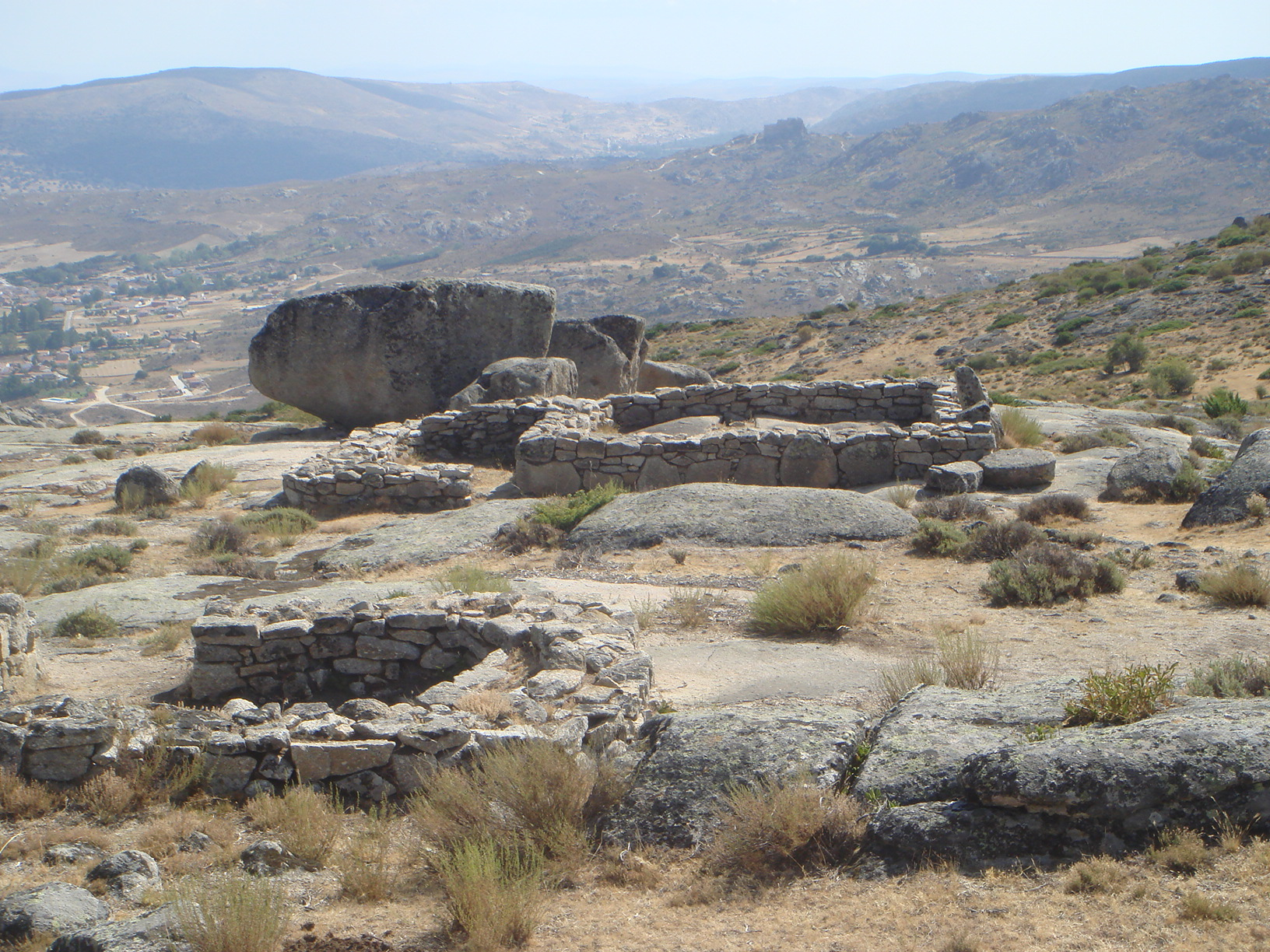
Hausfundamente

Das Castro de Ulaca umfasst ein Gebiet von ca. 60 ha, welches von einer ca. 3 km langen und mit Steingeröll und Erde gefüllten mindestens zwei Meter hohen Doppelmauer umgeben war. Der Ort war auch ein Zentrum handwerklicher Tätigkeiten wie Schmieden und Töpfern. Entsprechend ihrer Fläche wird geschätzt, dass die Festung etwa 1500 Menschen aufnehmen konnte. Einige lebten hier dauerhaft, andere suchten nur in Notzeiten Schutz.

### Opferaltar
Bedeutendstes Einzelmonument der Anlage ist der aus einem großen Granitblock herausgearbeitete und über eine Treppe erreichbare „Opferaltar“ (Altar de los Sacrificios). Ein echter Altar existiert jedoch nicht bzw. nicht mehr; vielmehr gibt es zwei Höhlungen im Stein. Während die linke Seite des Treppenaufgangs ebenfalls abgetreppt ist, sind auf der rechten Seite Aushöhlungen zu sehen, in denen sich nach heftigen oder länger anhaltenden Regenfällen Wasser sammelte. Dieses wurde möglicherweise als "heiliges Wasser" bzw. als Libationsopfer dargebracht. Aber auch Tier- und sogar Menschenopfer können nicht ausgeschlossen werden. Am Fuß der Treppe befindet sich eine von mehreren Monolithen begrenzte Plattform, über deren Funktion Unklarheit besteht, ob es sich um einen Kultplatz oder eine Versammlungsfläche handelt.

### Sauna
Etwa 200 m vom Altar entfernt befindet sich ein zur Hälfte in den Fels versenktes Gebäude, in welchem einige Forscher eine Art Schwitzbad sehen wollen, das auch zur zeremoniellen Reinigung genutzt werden konnte. Der Hauptraum schmiegt sich auf drei Seiten an den Fels an; die vierte Seite war ehemals mit Bruchsteinmauerwerk geschlossen. Bemerkenswert ist der aus dem Fels herausgemeißelte bogenförmige Zugang, der bereits auf die Kenntnis römischer Bauten hinweisen könnte.

### Häuser
Auf dem Gelände wurden mehrere Hausfundamente freigelegt und bis zu einer Höhe von etwa 50 cm rekonstruiert. Die meisten Häuser bestanden nur aus einem Raum, andere verfügten über zwei oder gar drei Zimmer.

### Verraco
Eine Stier- oder Eberfigur (verraco) aus dem Castro de Ulaca wurde im Ort Solosancho aufgestellt.

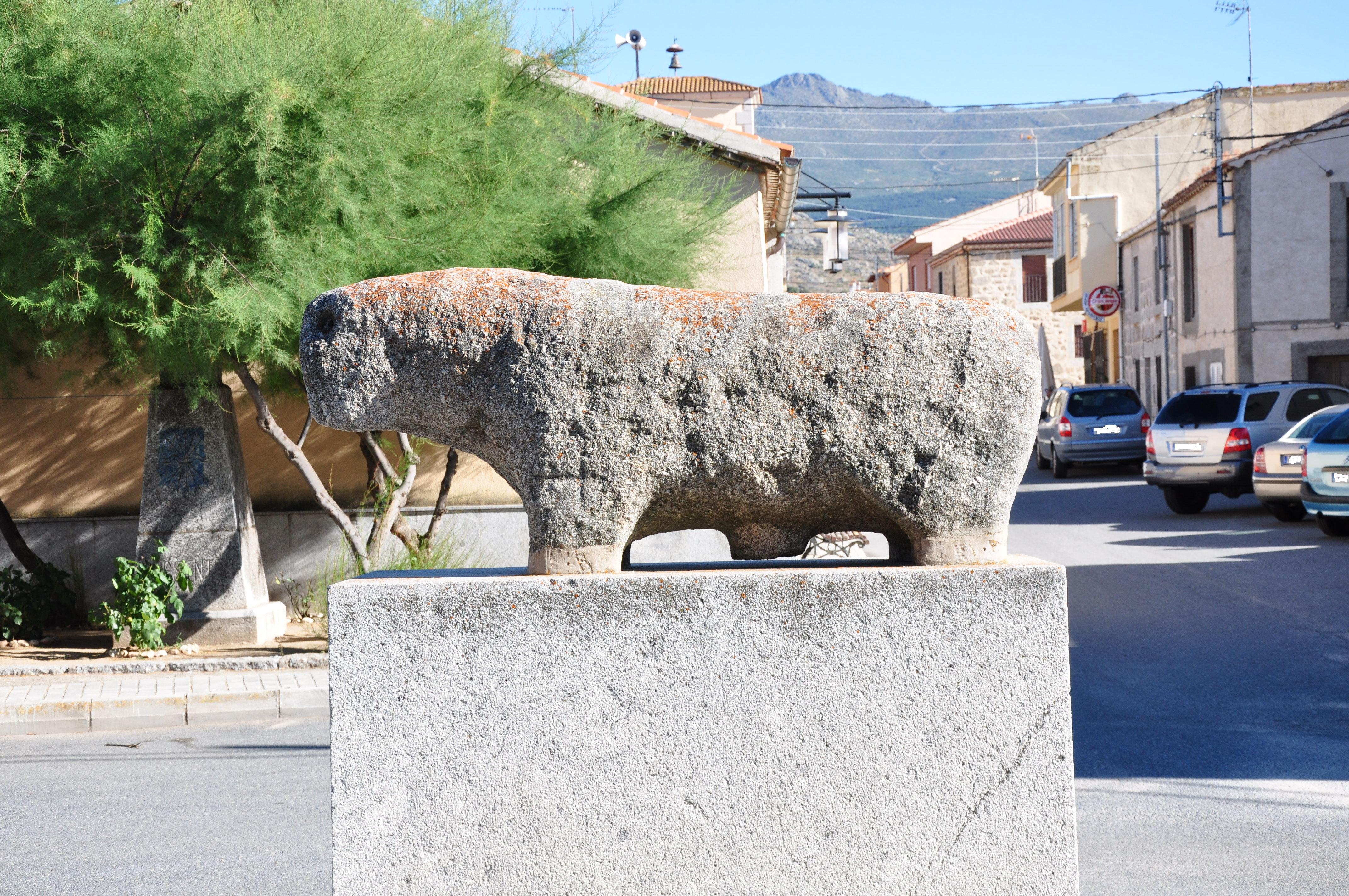
Im Ort Solosancho aufgestellte Stier- oder Eberfigur aus dem Castro de Ulaca